# Luis Feito
Luis Feito López (Madrid, 31 de octubre de 1929-Rascafría, 7 de febrero de 2021) fue un pintor español.

## Biografía
En 1950 ingresa en la Real Academia de Bellas Artes de San Fernando de Madrid, siendo este un breve periodo figurativo, seguido de experimentación cubista. Cuatro años después realiza su primera exposición individual con obra de tendencia no figurativa, en la Galería Buchholz, Madrid. Expone también en la Galería Santa Fe (Madrid). Tras completar sus estudios se instala en París en 1956, con una beca que le permite estudiar la pintura de vanguardia, lo que no le impide mantener sus contactos con el grupo de pintores que más tarde formarían en grupo El Paso. Recibe influencias del automatismo y la pintura matérica.
En el año 1957 participa como fundador del grupo El Paso. La pintura de Feito en esta época está influida por el automatismo, con superficies matéricas en colores blancos, negros y ocres, realizadas con mezcla de óleo y arena.[cita requerida] A partir de 1962 introduce el color rojo con contrapunto en sus cuadros y un año después su obra tiende hacia una creciente simplificación formal y material, con motivos predominantemente circulares. En 1970 se impone la plenitud del color y desde 1975 hay una tendencia a la geometrización, que culminará al finalizar la década en su depurada etapa de cuadros blancos.
En 1981 tras dejar París pasa a instalarse en Montreal por un periodo de dos años. Posteriormente, en 1983 se traslada a Nueva York, donde reside y trabaja hasta principios de los noventa. Obtuvo la distinción de Oficial de las Artes y las Letras de Francia 1985, Comendador de la Orden de las Artes y las Letras de Francia 1993, la Medalla de Oro de Bellas Artes 1998. También fue elegido miembro de la Real Academia de Bellas Artes de San Fernando (Madrid).
Falleció el 7 de febrero de 2021 en Rascafría por complicaciones derivadas de la COVID-19.